# Terry Atkinson
Terry Atkinson (* 16. Juli 1939 in Thurnscoe, Metropolitan Borough of Barnsley) ist ein britischer Konzeptkünstler, Maler, Zeichner und Autor. Er war der Mitbegründer und bis 1974 ein Mitglied der Künstlergruppe Art & Language und lebt in Leeds.

## Leben
Terry Atkinson studierte an der Slade School of Fine Art in London von 1960 bis 1964. Er lehrte am Birmingham College of Art von 1964 bis 1966, am Lanchester Polytechnic und an der Coventry School of Art ab 1967. Dort lernte er den Studenten Michael Baldwin kennen.
Atkinson war Gründungsmitglied (zusammen mit den Kollegen John Bowstead, Roger Jeffs und Bernard Jennings) der Gruppe Fine-Artz in London im November des Jahres 1963. Er nahm an der Fine-Artz-Group Exhibition „Action-Chair“ in London im Mai 1964 und an der Fine-Artz Group „Miss Misty Show“ an der University of Aston in Birmingham im Mai 1966 teil. Er trennte sich von Fine Artz im Mai 1966.
Danach reiste er nach New York City, wo er in Kontakt mit Sol LeWitt, Dan Graham, Carl Andre und Robert Smithson kam. Von Juli bis September 1967 besuchte er Los Angeles.
Terry Atkinson begann 1967 in Coventry eine Zusammenarbeit mit Michael Baldwin bei konzeptuellen Arbeiten. Im Jahr 1968 gründeten Atkinson und Baldwin die avantgardistische Künstlergruppe Art & Language, zu der kurze Zeit später auch Harold Hurrell und David Bainbridge stießen, die auch in Coventry lehrten. Art & Language, wurde schnell eine Gruppe, die einen großen Einfluss auf andere Künstler in Großbritannien und in den USA bekam.
Im Jahr 1969 reiste Atkinson erneut nach New York und traf dort Joseph Kosuth, Lawrence Weiner, On Kawara, Christine Kozlov und Robert Barry.
Terry Atkinson war als Mitglied von Art & Language im Jahr 1972 Teilnehmer der Documenta 5 in Kassel mit dem Projekt „Index 0001“ in der Abteilung Idee + Idee/Licht, zusammen mit den Art & Language-Künstlern Harold Hurrell, David Bainbridge, Ian Burn, Michael Baldwin, Charles Harrison, Mel Ramsden und dem US-amerikanischen Spezialisten für Kunst-Sprache Joseph Kosuth. Mit Art & Language war er auch auf der Documenta 6 im Jahr 1977 noch einmal vertreten.
Atkinson beendete seine Lehrtätigkeit in Coventry im Jahr 1973 und im folgenden Jahr seine Mitgliedschaft bei Art & Language. Er war als Künstler unter seinem eigenen Namen, unter anderem auf der Biennale von Venedig im Jahr 1984 vertreten. Im Jahr 1985 wurde er für den Turner Prize nominiert.
Terry Atkinsons bedient sich in seiner Konzeptkunst der Malerei und Zeichnungen, er verwendet Mixed Media und schafft Installationen, schreibt Texte und verfasst Publikationen.
Seit dem Jahr 2003 unterrichtet Atkinson Kunst an der University of Leeds.